# Dobrocice
Dobrocice – wieś sołecka w Polsce położona w województwie świętokrzyskim, w powiecie sandomierskim, w gminie Wilczyce.
Dobrocice były wsią klasztoru cystersów koprzywnickich w województwie sandomierskim w ostatniej ćwierci XVI wieku.
W latach 1954–1959 wieś należała i była siedzibą władz gromady Dobrocice, po jej zniesieniu w gromadzie Męczenice. W latach 1975–1998 miejscowość administracyjnie należała do województwa tarnobrzeskiego.
| SIMC    | Nazwa           | Rodzaj  |
| ------- | --------------- | ------- |
| 0809434 | Dobrocice Górne | kolonia |

## Historia
Dobrocice, w dokumentach występują jako Dobrucice i Dobruchici, o Długosza Dobrzuczyce, wieś w powiecie sandomierskim, parafii Malice.
Wymieniona w dokumentach z roku 1277 w liczbie włości klasztoru koprzywnickiego (Kod. Mał. t.I, 110).
Według dokumentu z r. 1284 klasztor koprzywnicki otrzymał wieś drogą zamiany za Zręcin. W połowie XV w. wieś posiadała 8 łanów kmiecych dających czynszu po pół grzywny. Młyn dawał 5 grzyw. Dziesięcinę, wartości od 7 do 10 grzywien, pobierał biskup krakowski Długosz (L.B. t.l s.387).
Więcej o Dobrocicach w wieku XIX → Dobrocice, [w:] Słownik geograficzny Królestwa Polskiego, t. II: Derenek – Gżack, Warszawa 1881, s. 70.

## Urodzeni w Dobrocicach
- Stanisław Młodożeniec – (ur. 31 stycznia 1895 w Dobrocicach, zm. 21 stycznia 1959 w Warszawie) – poeta, współtwórca futuryzmu, ojciec Jana Młodożeńca. W miejscowości znajduje się pamiątkowy obelisk poświęcony poecie.
- Paweł Siudak – (ur. 11 stycznia 1905 w Dobrocicach, zm. 2 lipca 1972 w Warszawie) – polski polityk, sekretarz Stanisława Mikołajczyka.